# كارل جوسيف بيكر
كارل جوسيف بيكر (بالألمانية: Karl Josef Becker)‏ هو كاهن كاثوليكي ألماني، ولد في 18 أبريل 1928 في كولونيا في ألمانيا، وتوفي في 10 فبراير 2015 في روما في إيطاليا.